# Smittia flexinervis
Smittia flexinervis är en tvåvingeart som först beskrevs av Jean-Jacques Kieffer 1911.  Smittia flexinervis ingår i släktet Smittia och familjen fjädermyggor. Arten har ej påträffats i Sverige. Inga underarter finns listade i Catalogue of Life.